# Galate mourant

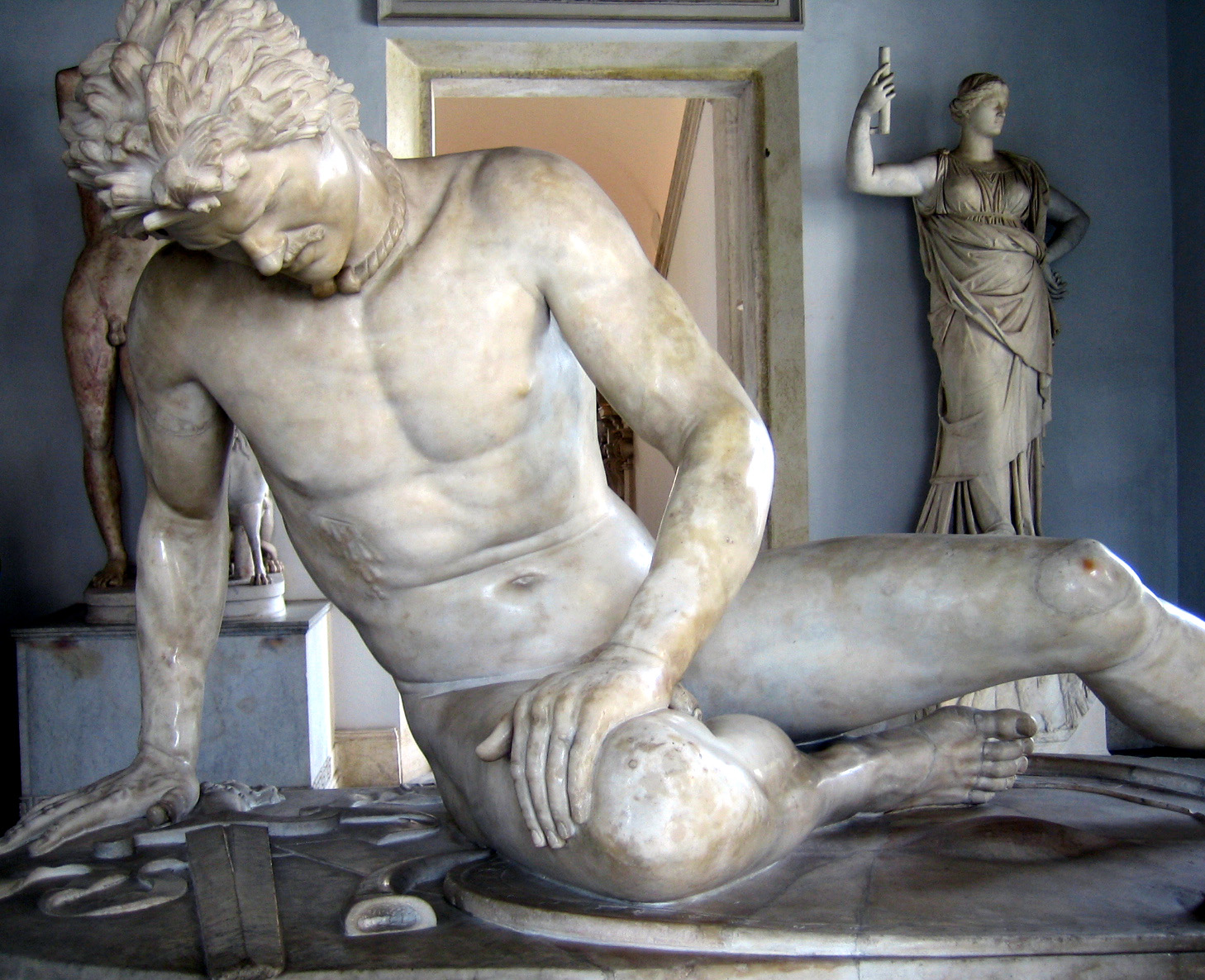
Galate mourant, musées du Capitole.

Le Galate mourant, parfois intitulé le Gladiateur mourant ou encore Galate capitolin ( italien : Galata Morente), est la copie romaine en marbre d'un original grec perdu de l'époque hellénistique (323-31 av. J.-C.), vraisemblablement exécuté en bronze, commandé entre 230 et 220 av. J.-C. par Attale Ier de Pergame pour commémorer sa victoire sur les Galates, les Celtes ou les Gaulois habitants l'Anatolie. Le sculpteur original serait Épigonos de Pergame, un sculpteur de la cour de la dynastie des Attalides de Pergame.
Cette sculpture antique est exposée au Palais Neuf (Rome) au sein des musées du Capitole au centre de la salle du Gladiateur, à qui elle donne son nom ; c'est l’une des plus remarquables et des plus célèbres œuvres du musée.
Jusqu'au XXe siècle, la statue de marbre était généralement connue sous le nom de Gladiateur mourant, supposant qu'elle représentait un gladiateur blessé dans un amphithéâtre romain, notamment en raison de la popularité de la description de Lord Byron. Cependant, au milieu du XIXe siècle, elle a été identifiée comme Gaulois ou Galatien et le nom actuel « Gaulois mourant » a progressivement fait l'unanimité.

## Description
La statue de marbre blanc, qui a peut-être été peinte à l'origine, représente un guerrier gaulois (Galate) blessé, affalé, avec un réalisme et un pathos particulièrement remarquables dans le traitement du visage, dont les attributs sont bien mis en évidence : il est représenté avec une abondante chevelure dont les mèches sont en désordre et une moustache broussailleuse, traits caractéristiques des Galates. Entièrement nu, il porte autour du cou un torque, bijou distinctif des guerriers celtes. Une piqûre d'épée saignante est visible en bas à droite de sa poitrine. La blessure, bien visible, indique la volonté de rendre le guerrier au terme de sa résistance à la douleur. Il est assis sur son bouclier tandis que son épée, sa ceinture et sa trompette courbée reposent à côté de lui. La poignée de l'épée porte une tête de lion. La base actuelle est un ajout du XVIIe siècle.
La statue confirme d'antiques sources relatives au mode de combat des Celtes de l'Antiquité, gaulois ou galates ; Jules César relate dans ses Commentaires sur la guerre des Gaules que ses adversaires se lançaient dans la bataille entièrement nus. Selon l'historien grec Polybe décrivant les rangs d'une armée gauloise, tous les guerriers portaient un torque.
La statue sert d'une part à commémorer la défaite celte tout en démontrant la force du peuple vainqueur mais, au-delà, elle apparaît comme un témoignage du courage de dignes adversaires.

## Histoire

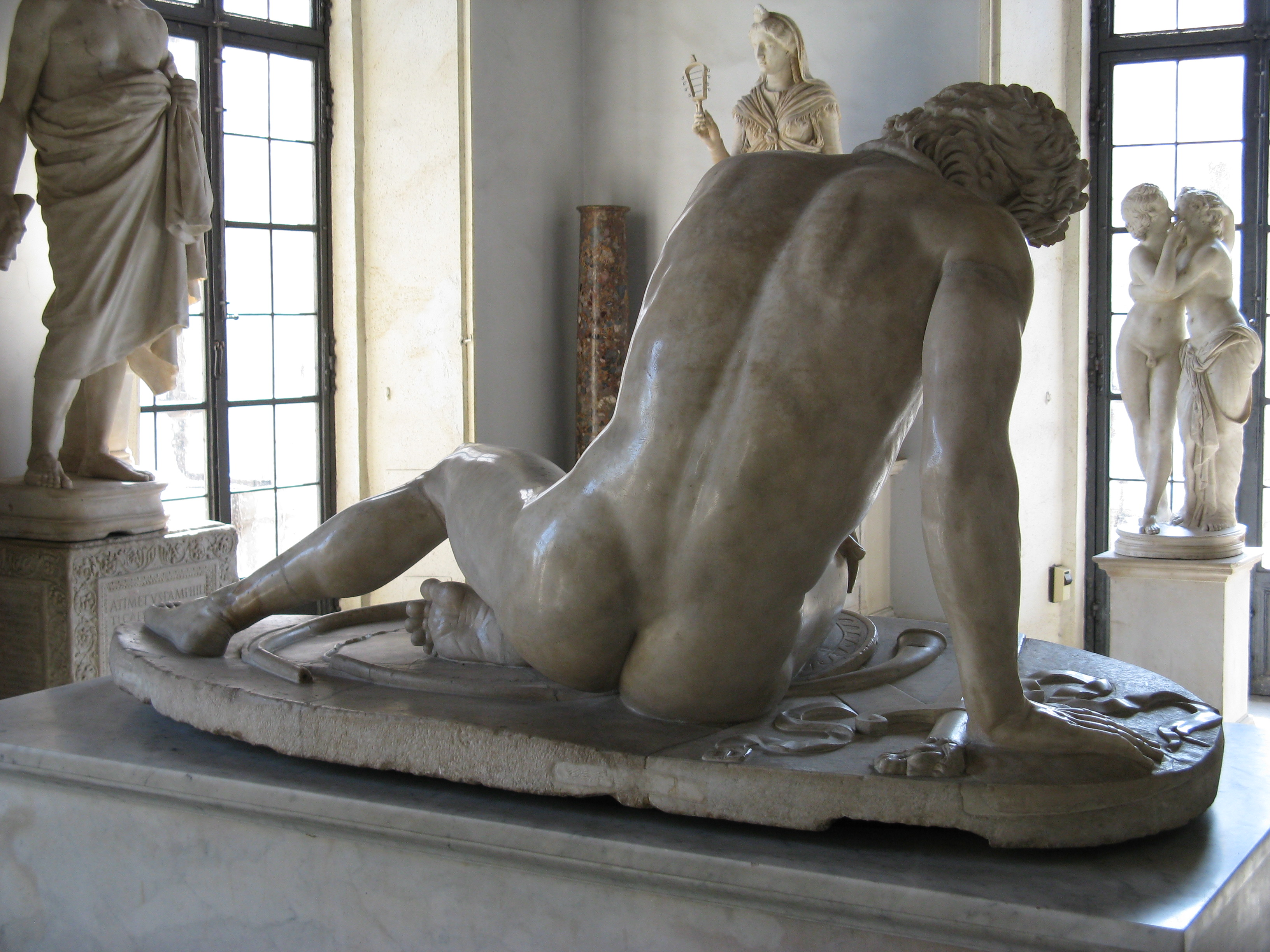
Vue de dos.

Le Galate mourant est l'une des plus célèbres œuvres de l'Antiquité à nous être parvenues. Le socle actuel a été ajouté après sa découverte. L'identité du sculpteur est inconnue mais on a avancé l'idée qu'un certain Épigonos de Pergame, sculpteur aulique de la dynastie des Attalides, ait pu en être l'auteur. Cette représentation pourrait avoir appartenu au grand monument votif d'époque pergaménienne qu'Attale Ier fit placer le long de la terrasse du temple d'Athéna Nikephoros, pour célébrer la victoire sur les Galates. L'hypothèse d'une datation de la copie à l'époque césarienne, mais aussi qu'il puisse s'agir d'une copie directe, ou même de l'original pergaménien, ont été proposées récemment.
On estime qu'elle fut découverte au début du XVIIe siècle pendant les excavations des fondations de la villa Ludovisi (jardins de Salluste dans l'Antiquité), commanditées par le cardinal Ludovico Ludovisi, neveu du pape Grégoire XV. De nombreuses autres antiquités, dont notamment le Trône Ludovisi, ont ensuite été découvertes sur le site à la fin du XIXe siècle lorsque le domaine de la Famille Ludovisi a été réaménagé et reconstruit. Elle est enregistrée pour la première fois dans un inventaire de 1623 de la collection Ludovisi et en 1633, dans le Palazzo Grande, qui fait partie de la Villa. Le pape Clément VII l'acquiert en 1734 avec les statues faisant partie de la collection Ludovisi pour les musées du Capitole.
Napoléon Ier s'empare de la statue en 1797 lors de la Campagne d'Italie (1796-1797) et en vertu du traité de Tolentino, la ramène à Paris au Musée du Louvre, où elle est exposée avec d'autres œuvres d'art italiennes jusqu'en 1816, date à laquelle elle est rendue à Rome. Elle y est toujours visible aux musées du Capitole.

## Représentation des Celtes

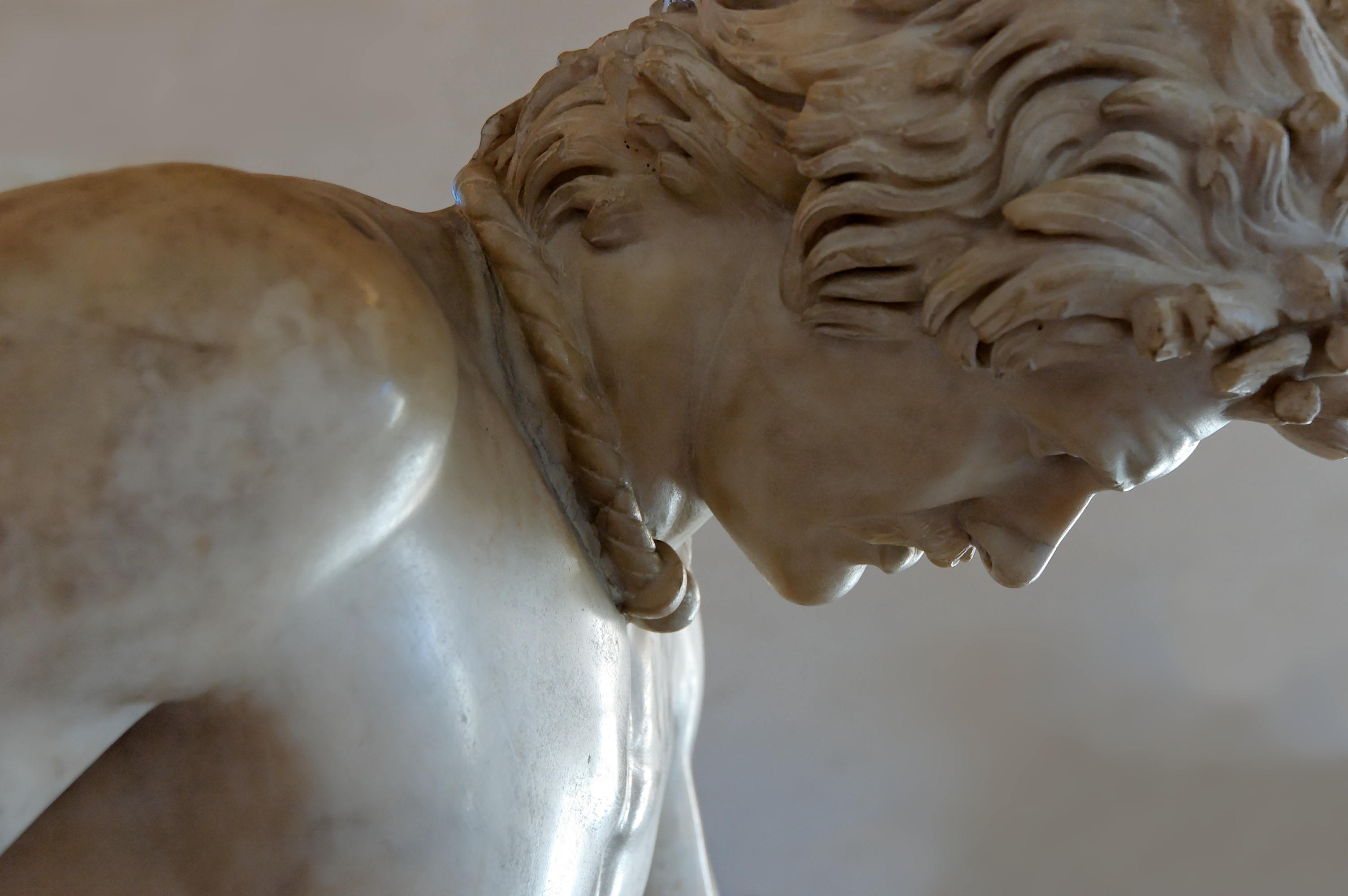
Détail montrant son tour de cou.

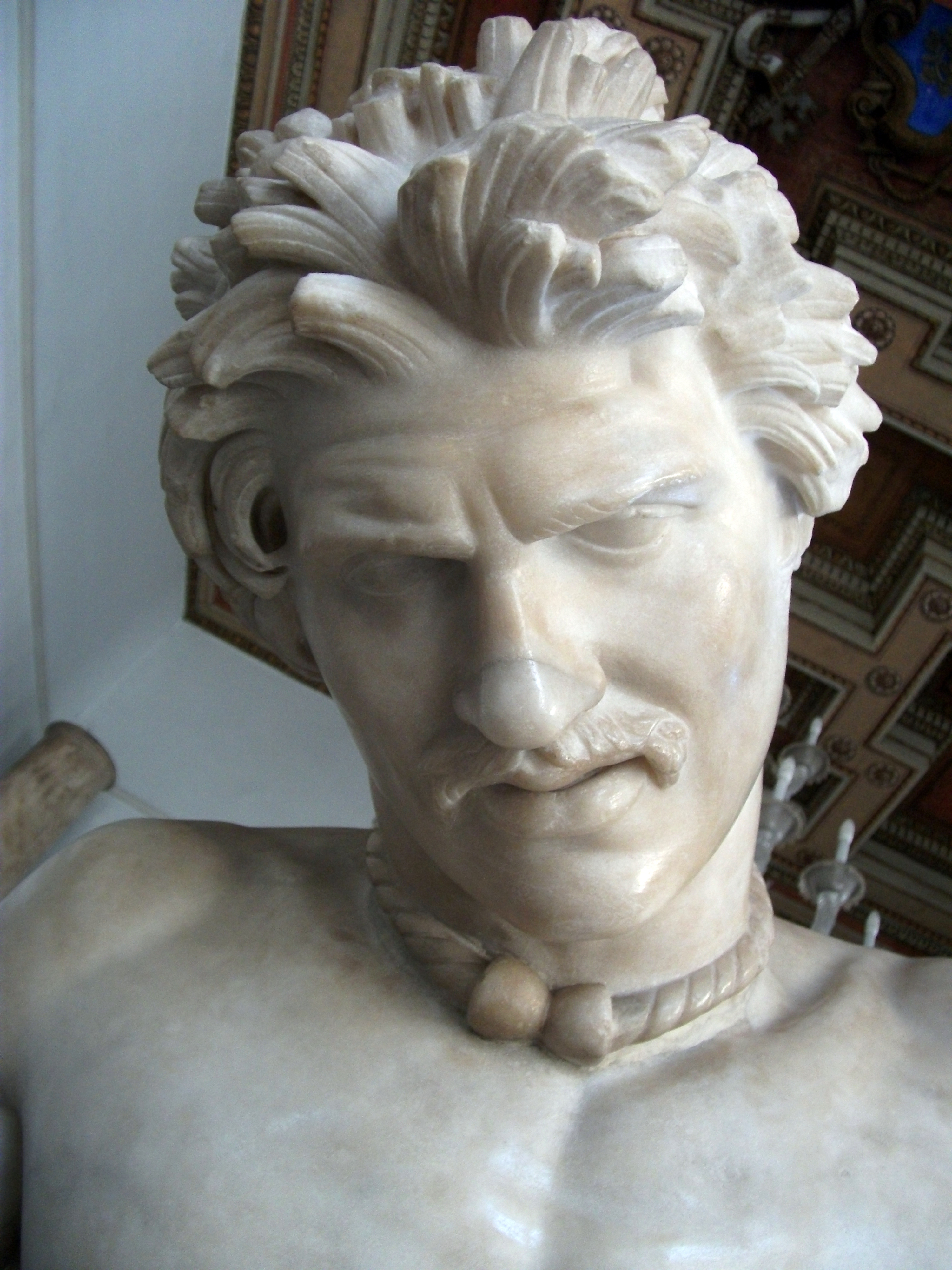
Détail montrant le visage et la coiffure.

La statue sert à la fois de rappel de la défaite des Celtes, démontrant ainsi la puissance du peuple qui les a vaincus, et un mémorial à leur bravoure en tant que dignes adversaires. La statue peut également fournir des preuves pour corroborer les anciens récits du style de combat ; Diodore de Sicile a rapporté que « certains d'entre eux ont des cuirasses en fer ou des cottes de mailles tandis que d'autres se battent nus ». Polybe a écrit un récit évocateur des tactiques galates contre une armée romaine à la bataille de Télamon en 225 av. J.-C. : 

« Les Insubres et les Boii portaient des pantalons et des manteaux légers, mais les Gaesatae, dans leur amour de la gloire et leur esprit de défi, avaient abandonné leurs vêtements et pris position devant toute l'armée nue et ne portant que leurs armes... L'apparition de ces guerriers nus était un spectacle terrifiant, car c'étaient tous des hommes d'un physique splendide et dans la force de l'âge. »

—  Polybius, Histoires II.28
L'historien romain Tite-Live a rapporté que les Celtes d'Asie Mineure combattaient nus et que leurs blessures étaient clairement visibles sur la blancheur de leur corps. L'historien grec Denys d'Halicarnasse considérait cela comme une tactique insensée : 

« Nos ennemis se battent nus. Quelle blessure leurs longs cheveux, leurs regards farouches, leurs bras qui s'entrechoquent pourraient-ils nous faire ? Ce ne sont que des symboles de vantardise barbare. »

— Denys d’Halicarnasse, Histoire de Rome XIV.9
La représentation de ce Galate comme étant nu peut également avoir pour but de lui prêter la dignité du nu héroïque ou de la nudité pathétique. Il n'était pas rare que les guerriers grecs soient également représentés comme des nus héroïques, comme en témoignent les sculptures à fronton du temple d'Aphaïa à Égine. Le message véhiculé par la sculpture, comme le commente HW Janson, est qu'« ils savaient mourir, barbares qu'ils étaient ».

## Influence
Le Galate mourant est devenu l'une des œuvres les plus célèbres à avoir survécu depuis l'Antiquité et a été gravé et copié à l'infini par les artistes, pour qui il était un modèle classique pour la représentation d'une émotion forte. Elle montre des signes de réparation, la tête semblant avoir été cassée au niveau du cou, bien qu'il ne soit pas clair si les réparations ont été effectuées à l'époque romaine ou après la redécouverte de la statue au XVIIe siècle. A sa découverte, la jambe gauche était en trois morceaux. Ils sont maintenant épinglés, avec l'épingle cachée par la rotule gauche. Les cheveux « hérissés » du Galate sont un remaniement du XVIIe siècle de cheveux plus longs trouvés cassés lors de la découverte.
La qualité artistique et l'expressif pathos de la statue firent naître un certain engouement pour le sujet parmi les classes instruites des XVIIe et XVIIIe siècles. Elle a été largement copiée, lors de commandes royales, pour un public de savants ou de riches collectionneurs qui voulaient posséder leur propre reproduction du Gaulois mourant. Des copies de la statue en miniature pour l'ornement ou comme presse-papiers ont été réalisées à l'attention d'un public moins aisé.
Pendant cette période, certains ont proposé des interprétations erronées du thème de la statue en évoquant un gladiateur blessé, ce qui conduisit à l'apparition de plusieurs noms alternatifs - et profondément incorrects - tels que le  « gladiateur mort » ou « blessé », « le gladiateur romain »  ou encore le « Mirmillon mourant »  parce que l'un des objets dispersés à côté de la figure est une corne.
La qualité artistique et le pathétique expressif de la statue ont suscité une grande admiration parmi les classes instruites des XVIIe et XVIIIe siècles et étaient un spectacle incontournable lors du Grand Tour d'Europe entrepris par les jeunes hommes de l'époque. Lord Byron est l'un de ces visiteurs, commémorant la statue dans son poème Le Pèlerinage de Childe Harold :

« I see before me the Gladiator lie

He leans upon his hand—his manly brow

Consents to death, but conquers agony,

And his drooped head sinks gradually low—

And through his side, the last drops, ebbing slow

From the red gash, fall heavy, one by one... »

Du 12 décembre 2013 au 16 mars 2014, l'œuvre a été exposée dans la rotonde principale de l'aile ouest de la National Gallery of Art de Washington (district de Columbia). Cette exposition temporaire était la première depuis son retour en Italie dans la deuxième décennie du XIXe siècle.

## Copies

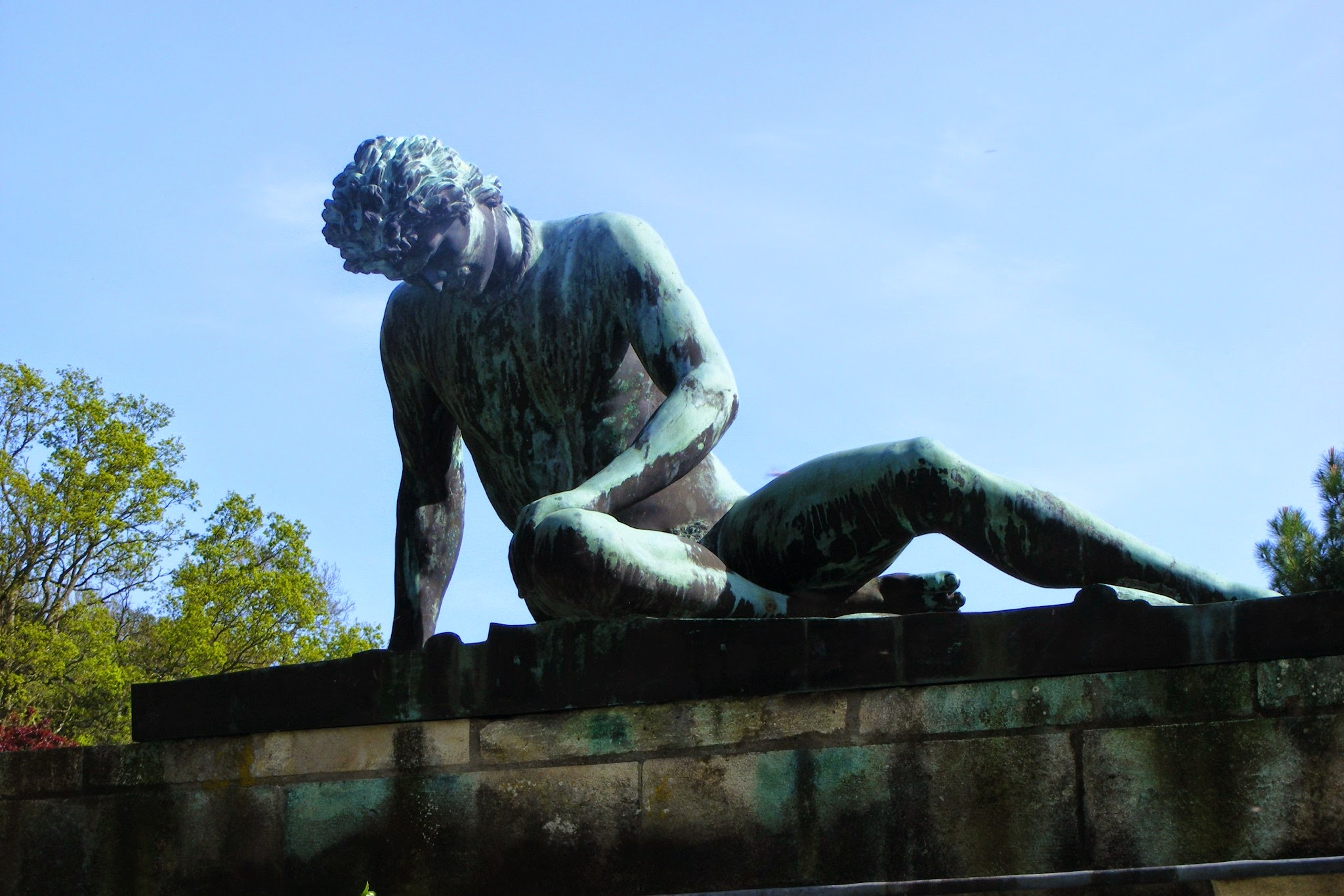
Le gladiateur mourant à Iford Manor, Wiltshire, Angleterre.

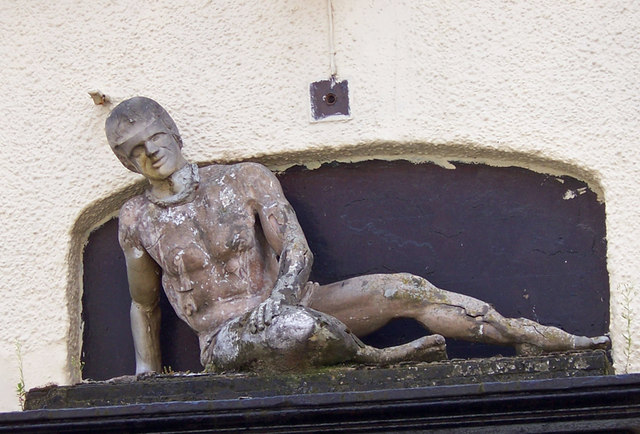
The Dying Gladiator Inn, Brigg.

Il a été largement copié, des rois, des universitaires et de riches propriétaires terriens commandant leurs propres reproductions du Gaulois mourant, dont une copie en marbre noir pour le duc de Northumberland se trouve dans le hall d'entrée de Syon Park House Estate, conçue par Robert Adam ; il en existe des copies dans plusieurs jardins en Angleterre, dont Rousham House, Oxfordshire par Peter Scheemakers (1743) et Wilton House, Wiltshire (par Simon Vierpyl, avant 1769). Thomas Jefferson voulait l'original ou une reproduction à Monticello (Virginie). Les moins aisés pouvaient acheter des copies de la statue en miniature pour les utiliser comme ornements et presse-papiers. Des copies en plâtre pleine grandeur ont également été étudiées par des étudiants en art.
Des copies de la statue peuvent être admirées au musée d'Archéologie classique de l'Université de Cambridge et à l'Institut Courtauld de Londres, dans le parc de Versailles (copie de marbre de  Michel Mosnier, 1684) ainsi qu'à Berlin, Prague, Stockholm et au Washington State Historical Society (en) à Tacoma. Le sculpteur hyperréaliste américain John de Andrea a créé des variantes contemporaines.
Aux États-Unis, des exemplaires se trouvent à la Washington State Historical Society à Tacoma, Washington, à la Redwood Library, Newport (Rhode Island), et à l' Assumption College à Worcester (Massachusetts).
Une copie en bronze intitulée « Centurion » se dresse devant le Mel Bailey Criminal Justice Center à Birmingham (Alabama), en mémoire de la vie des policiers décédés ; cet exemplaire porte un ptéryge mais est par ailleurs identique.
La Royal Academy de Londres en possédait un, aujourd'hui à l'Institut Courtauld de Londres. Elle possédait également un écorché dans cette pose, coulé à la fin du XVIIIe siècle à partir du corps d'un contrebandier exécuté et surnommé en conséquence « Smugglerius » (Contrebandier).
Il y a un exemple en bronze sur la porte du jardin clos à Iford Manor, Wiltshire, Angleterre. Dans le bourg anglais de Brigg dans le Lincolnshire, l'auberge The Dying Gladiator en présente une copie, utilisant l'ancien nom.
Le Collège des Beaux-Arts de l'université des Philippines Diliman a également une copie, utilisant l'ancien nom. Il en existe également un exemplaire au Musée de l'Ermitage à Saint-Pétersbourg en Russie[réf. nécessaire] et un au Telfair Museum of Art de Savannah (Géorgie).
Le Museum of Art and Circus Museum, Ringling Brothers Estate, Sarasota, Floride, en possède une copie en taille réelle.
La William Humphreys Art Gallery située à Kimberley (Afrique du Sud), en possède également un exemplaire.
La résidence de l'Ambassadeur de France à Cuba située dans le faubourg Miramar de La Havane a une copie, à l'arrière du jardin, derrière la résidence.
La Pinacothèque de São Paulo, au Brésil, possède un exemplaire en bronze.